# 勝連分屯地
勝連分屯地（かつれんぶんとんち、JGSDF Vice-Camp Katsuren）とは、沖縄県うるま市勝連内間2530に所在し、第7地対艦ミサイル連隊等が駐屯する陸上自衛隊那覇駐屯地の分屯地である。

## 概要
分屯地司令は、第7地対艦ミサイル連隊長が兼務。米海軍第7艦隊の兵站の拠点として使用されているホワイトビーチに近く、沖縄本島における兵站上の重要拠点と位置付けられている。

## 沿革
陸上自衛隊勝連分屯地
- 1973年（昭和48年）5月1日：勝連分屯地を開設[1]、第6高射特科群第324高射中隊が駐屯開始。
- 1979年（昭和54年）3月31日：射撃場を建設。
- 2013年（平成25年）3月26日：03式中距離地対空誘導弾の導入に伴い、第324高射中隊が第342高射中隊に改編。
- 2014年（平成26年）3月26日：第6高射特科群の第15高射特科連隊に改編により、第342高射中隊が第15高射特科連隊第2高射中隊に改編。
- 2023年（令和05年）3月：西部方面特科隊隷下に第7地対艦ミサイル準備隊を新編。
- 2024年（令和06年）3月21日：第2特科団隷下に第7地対艦ミサイル連隊を新編。

1. 連隊本部・本部管理中隊を勝連分屯地に新編。
2. 第5地対艦ミサイル連隊第304地対艦ミサイル中隊が健軍駐屯地から移駐し、第7地対艦ミサイル連隊第4地対艦ミサイル中隊に改組[2][3]。
3. 勝連分屯地司令職を第15高射連隊第2高射中隊長から第7地対艦ミサイル連隊長に移管[4]。

## 駐屯部隊

### 西部方面隊隷下部隊
- 第2特科団
  - 第7地対艦ミサイル連隊
    - 第7地対艦ミサイル連隊本部
    - 本部管理中隊
    - 第4地対艦ミサイル中隊
- 第15旅団
  - 第15高射特科連隊
    - 第2高射中隊

  - 第15後方支援隊
    - 高射直接支援中隊
      - 第2直接支援小隊：第15高射特科連隊第2高射中隊を支援
- 西部方面後方支援隊
  - 第102特科直接支援大隊
    - 第3直接支援中隊
      - 中隊本部
      - 第4直接支援小隊：第4地対艦ミサイル中隊を支援
- 那覇駐屯地業務隊
  - 勝連派遣隊

### 防衛大臣直轄部隊
- 警務隊
  - 西部方面警務隊
    - 第136地区警務隊
      - 勝連連絡班

## 最寄の幹線交通
- 一般道：国道329号、国道507号、沖縄県道10号伊計平良川線、沖縄県道8号線
- 港湾：那覇港、運天港、金武湾港、中城湾港（重要港湾）
- 飛行場：那覇空港（第二種空港）